# 60 Возничего
60 Возничего (лат. 60 Aurigae, HD 50037) — двойная звезда в созвездии Возничего на расстоянии (вычисленном из значения параллакса) приблизительно 227 световых лет (около 70 парсеков) от Солнца. Видимая звёздная величина звезды — +6,319m. Возраст звезды оценивается как около 1,7 млрд лет. Орбитальный период — около 271,1 года.

## Характеристики
Первый компонент — белая звезда спектрального класса F5 или A8. Видимая звёздная величина звезды — +6,47m. Масса — около 1,61 солнечной, радиус — около 2,52 солнечных, светимость — около 8,964 солнечных. Эффективная температура — около 6289 К.
Второй компонент — жёлтая звезда спектрального класса G0. Видимая звёздная величина звезды — +8,96m. Удалён на 0,4 угловой секунды.